# Исабаль (департамент)
Исаба́ль (исп. Izabal) — один из 22 департаментов Гватемалы. Его приморские районы являются родиной народа гарифуна.
Исабаль граничит на севере с Белизом, на востоке с Гондурасом, с гватемальскими департаментами Петен на северо-западе, Альта-Верапас на западе и Сакапа на юге. На северо-востоке от Исабаль находится Гондурасский залив. Административный центр — город Пуэрто-Барриос.

## География

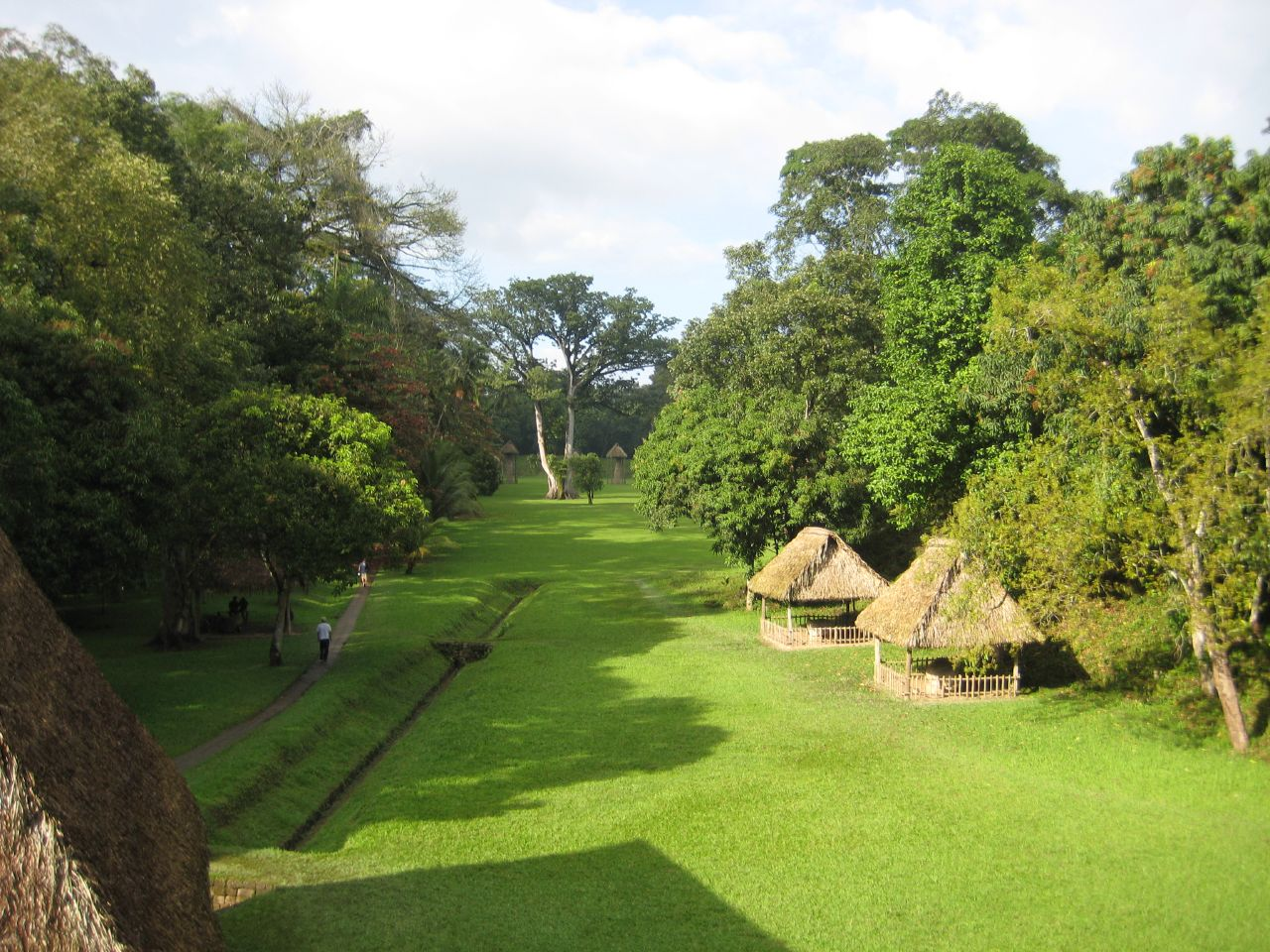
Древний город майя Киригуа

На территории департамента находится озеро Исабаль — крупнейшее озеро Гватемалы. Испанский колониальный форт Сан-Фелипе, в настоящее время являющийся национальным памятником Гватемалы, находится в месте, где река Дульсе вытекает из этого озера. У озера Эль-Гольфете образован национальный парк Рио-Дульсе.

## История
Небольшой городок Исабаль находится на южном берегу озера. До строительства портов Ливингстон и Пуэрто-Барриос в XIX веке, Исабаль был основным гватемальским портом на Карибах и центром департамента, в настоящее время, однако, Исабаль является захолустной деревней, в которую суда практически не пристают.
На территории департамента также находятся руины цивилизации майя Киригуа, объект всемирного наследия ЮНЕСКО.

## Муниципалитеты
В административном отношении департамент подразделяется на 5 муниципалитетов:
- Эль-Эстор
- Ливингстон
- Лос-Аматес
- Моралес
- Пуэрто-Барриос